# Cities in Motion
A Cities in Motion egy gazdasági szimulációs videójáték, amelyet a finn Colossal Order fejlesztett és a Paradox Interactive gondozásában jelent meg 2011-ben Windows platformra, május 20-án pedig a Mac OS X változat is megjelent.
2011. április 6-án a Cities in Motion: Design Classics, május 21-én a Cities in Motion: Design Marvels, június 14-én pedig a Cities in Motion: Design Now című letölthető tartalmak érkeztek a játékhoz. Június 1-jén megjelent egy kiegészítő, ami a Cities in Motion: Tokyo nevet viselte és egy teljesen új várost és küldetéseket adott a játékhoz, illetve új, egysínű járműtípusokat. A legutolsó kiegészítés a játékhoz, a Cities in Motion: Metro Stations 2011. július 23-án jelent meg.
A program 100 évet ölel fel 1920-tól 2020-ig. Az utasok 7 szociális csoportba tartoznak (például nyugdíjasok, iparmunkások, irodai dolgozók, ...), akiket a játékos 7 különböző típusú szállítójárművön juttathat el a célállomásra.
A játékos a következő járműtípusokból válogathat: busz, villamos, trolibusz, egysínes vasút (monorail), metró, vízibusz, helikopter.

## Hasonló játékok
- Open Transport Tycoon
- Transport Giant
- Railroad Tycoon
- Chris Sawyer's Locomotion
- Industry Giant
- Simutrans
- Cities Skylines